# The Dillinger Escape Plan
The Dillinger Escape Plan é uma banda norte-americana de mathcore.

## História
O início da banda pode ser traçado na banda de hardcore Arcane. A formação do Arcane durante sua última fase incluia o vocalista Dimitri Minakakis, Ben Weinman e Derek Brantley nas guitarras, o baterista Chris Pennie e Adam Doll ocupando o baixo. Com essa formação, o The Dillinger Escape Plan tocou apenas duas vezes. O guitarrista Brantley acaba deixando o grupo. Administrado pelo amigo de longa data e caçador de baleias como emprego, Tom Apostolopoulos e pelo guitarrista Benjamin Weinman, o grupo grava a sua primeira demo, que a gravadora "Now or Never Records" oferece como álbum agora. John Fulton junta-se a banda, preenchendo a vaga deixada por Derek Brantley, pouco tempo após a primeira turnê da banda. A banda ganha notoriedade na cena hardcore pela intensidade de sua performance, notoriamente conseguindo chamar a atenção de representantes da Relapse Records, que compareceram em um show da banda na Pensilvânia, fato esse que acabou gerando um contrato com a gravadora. O baixista Fulton toca no primeiro lançamento da banda, o EP Under the Running Board, mas acaba deixando a banda em 1998.
As três músicas lançadas, serviram de antecipação para o primeiro álbum completo da banda, chamado Calculating Infinity e eleito pela revista Metal Hammer como um dos 20 melhores álbuns de metal de 1999.
Antes da gravação deste, o baixista Adam Doll se envolveu em um acidente automobilístico, deixando-o paralisado da cintura para baixo, mesmo assim, é creditado como colaborador no álbum. O guitarrista Weinman acabou tocando baixo e guitarra na gravação. John Futon acaba saindo da banda antes da turnê, e para seu lugar é chamado Brian Benoit, da banda Jesuit. O álbum recebeu críticas positivas, tanto da mídia underground quanto da mídia mainstream, chamando a atenção do ex-vocalista do Faith No More, Mike Patton, que os chamam para excursionar com sua banda, Mr. Bungle. Jeff Wood, ex-baixista do M.O.D., junta-se a banda na turnê. A banda concorda em excursionar com o Mr. Bungle, e faz uma série de shows por todo os Estados Unidos, junto também com a banda Candiria. Conforme o tempo, a banda passou a incorporar em seus shows samplers, iluminação, fogos de artifício e um cuspidor de fogo. Após meses de turnê, incluindo apresentações nos festivais "Warped Tour" e "March Metal Meltdown", o baixista sai da banda para se dedicar ao seu projeto chamado Shat. Em seu lugar entra o baixista Liam Wilson da banda Starkweather.
Em 2000, a gravadora Now or Never Records relança o primeiro álbum da banda, mais algumas bonus tracks. O vocalista Minakakis acaba saindo da banda neste tempo. Após um tempo tocando alguns shows sem um vocalista, a banda se reúne algumas vezes com o ex-vocalista, que acaba concordando fazer um último show com a banda. A banda então começa a procurar um substituto pela internet. Enquanto a banda fazia sua procura, eles acabaram gravando um EP com Mike Patton nos vocais. A banda neste ano, tocou no festival "Krazy Fest" em Louisville, Kentucky com Sean Ingram do Coalesce no vocal.
Em março de 2002, a banda anunciou o lançamento do EP Irony is a Dead Scene, lançado pela gravadora Epitaph Records e com Mike Patton nos vocais. O álbum teve a estreia de Liam Wilson no baixo. O ex-integrante da banda, Adam Doll participou do álbum, contribuindo com os samplers e os teclados, marcando sua última participação com a banda. Curiosamente, a banda faz um cover do grupo de música eletrônica, Aphex Twin, com a música "Come To Daddy".
No fim de 2001, a banda conhece Greg Puciato, um dos muitos vocalistas testados pela banda nos testes. O vocalista impressiona a banda, com sua linha vocal (que é totalmente diferente de Dimitri Minakakis) e de sua postura agressiva nos palcos. Após dois ensaios conjuntos, a banda oferece a vaga ao músico, que logo o aceita. Sua primeira aparição com a banda foi no festival
"CMJ Music Festival" em Nova York, logo depois gravando duas músicas para um tributo ao Black Flag.Em 2004 é lançado o álbum Miss Machine, que gera um sucesso inacreditável para a banda. Com esse álbum, a banda consegue
despertar a atenção da mídia, não só do rock, mas como críticos de jazz elogiaram a banda. Enquanto isso a banda fez muitos shows pelo mundo, gerando fãs pelo mundo todo. Alguns antigos fãs desaprovaram, mas em geral, foi um saldo positivo para a banda.
Após um período de dois anos em turnê e duas baixas na banda, a banda lança o EP exclusivo via iTunes, Plagiarism, e o DVD Miss Machine: The DVD. A banda embarcou então numa turnê abrindo para o AFI na América do Norte, e logo em seguida outra com o Coheed and Cambria. A banda prepara material novo, com previsão de lançamento em 2009.
Em 2015 Ben Weinman anunciou em entrevista que a banda se separaria. O vocalista, Greg Puciato, em entrevistas posteriores revelou que a banda "sentia que estava atingindo uma conclusão temática". Após o lançamento do seu último álbum "Dissociation", em 2016, realizaram um ciclo para a turnê do álbum, que se concluiu com o último show da banda em 29 de dezembro de 2017, em Nova Iorque. Após este, a banda se separou definitivamente.

## Integrantes
- Greg Puciato - vocal
- Ben Weinman - guitarra
- Liam Wilson - baixo
- Billy Rymer - bateria

### Ex-integrantes
- Dimitri Minakakis - vocal
- Mike Patton - vocal, samplers, percussão
- Jeff Wood - baixo
- Adam Doll - baixo
- John Fulton - guitarra
- Derek Brantley - guitarra
- Chris Pennie - bateria
- Brian Benoit - guitarra
- Gil Shareone - Bateria
- Jeff Tuttle - guitarra

## Discografia

### Álbuns completos
- Calculating Infinity (1999)
- The Dillinger Escape Plan (2000)
- Miss Machine (2004)
- Ire Works (2007)
- Option Paralysis (2010)
- One of Us is the Killer (2013)
- Dissociation (2016)

### EP's
- The Dillinger Escape Plan (1997)
- Under the Running Board (1998)
- Irony is a Dead Scene (2002)
- Plagiarism (2006) - exclusivo via iTunes

### Ao vivo
- Live Infinity (2003)

### Splits
- The Dillinger Escape Plan/Nora Split (1998)
- The Dillinger Escape Plan/Drowningman Split (1999)

### Coletânea
- Trilha sonora do filme Underworld (2003)